# Sorghastrum contractum
Sorghastrum contractum là một loài thực vật có hoa trong họ Hòa thảo. Loài này được (Hack.) M.Kuhlm. & Kuhn miêu tả khoa học đầu tiên năm 1947.